# Maximilian II. (HRR)

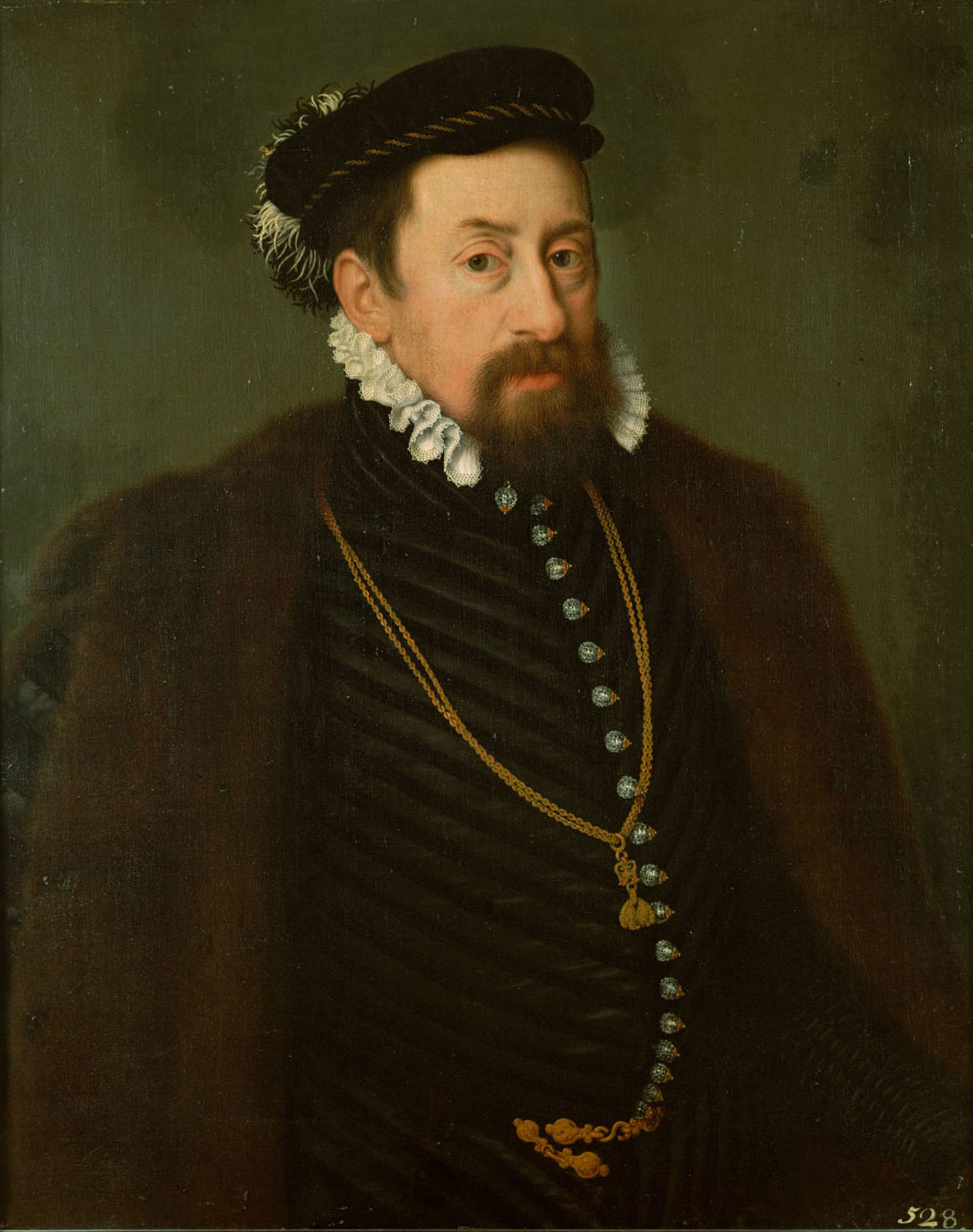
Maximilian II., um 1566, aus der Werkstatt von Nicolas Neufchâtel, Kunsthistorisches Museum

Maximilian II. (* 31. Juli 1527 in Wien; † 12. Oktober 1576 in Regensburg), zeitgenössisch auch Maximilian der Ander[e], war Kaiser des Heiligen Römischen Reiches Deutscher Nation und Erzherzog zu Österreich von 1564 bis 1576.
Maximilian wurde am 14. Mai 1562 in Prag zum König von Böhmen gekrönt und am 24. November desselben Jahres in Frankfurt am Main zum römisch-deutschen König gewählt. Am 16. Juli 1563 erfolgte in Pressburg seine Krönung zum König von Ungarn und Kroatien. Am 25. Juli 1564 folgte er seinem verstorbenen Vater Ferdinand I. in der Herrschaft des Heiligen Römischen Reiches Deutscher Nation nach.
Vor Beginn seiner Herrschaft war Maximilian dem Protestantismus zugeneigt und trat auch mit den böhmischen, protestantischen Landesfürsten in Verbindung. Um jedoch die Nachfolge seines Vaters antreten zu können, legte er zwar ein Bekenntnis zum Katholizismus ab, verfolgte aber kirchenpolitisch wie sein Vater einen Kurs der Kompromisse mit dem Ziel einer friedlichen und dauerhaften Koexistenz von Luthertum und Katholizismus. Er verstand sich als Bewahrer des Augsburger Religionsfriedens und regierte und handelte auch als Landesherr in Teilen des Erzherzogtums Österreichs in diesem Sinne. In seiner Regierungszeit erlebte der Protestantismus dort eine Hochzeit in seiner Bedeutung.
Seine Hoffnungen, die konfessionelle Spaltung dauerhaft überwinden zu können, erfüllten sich aber nicht. Der einzige größere militärische Konflikt in seiner Herrschaftszeit war der erneuerte Krieg gegen die Osmanen, der im Frieden von Adrianopel im Grunde mit der Rückkehr zum Status quo ante endete. In Italien und anderen Gebieten führte seine Politik aber zu beträchtlichen Konflikten mit dem spanischen Zweig der Habsburger.

## Leben

### Kindheit und Jugend

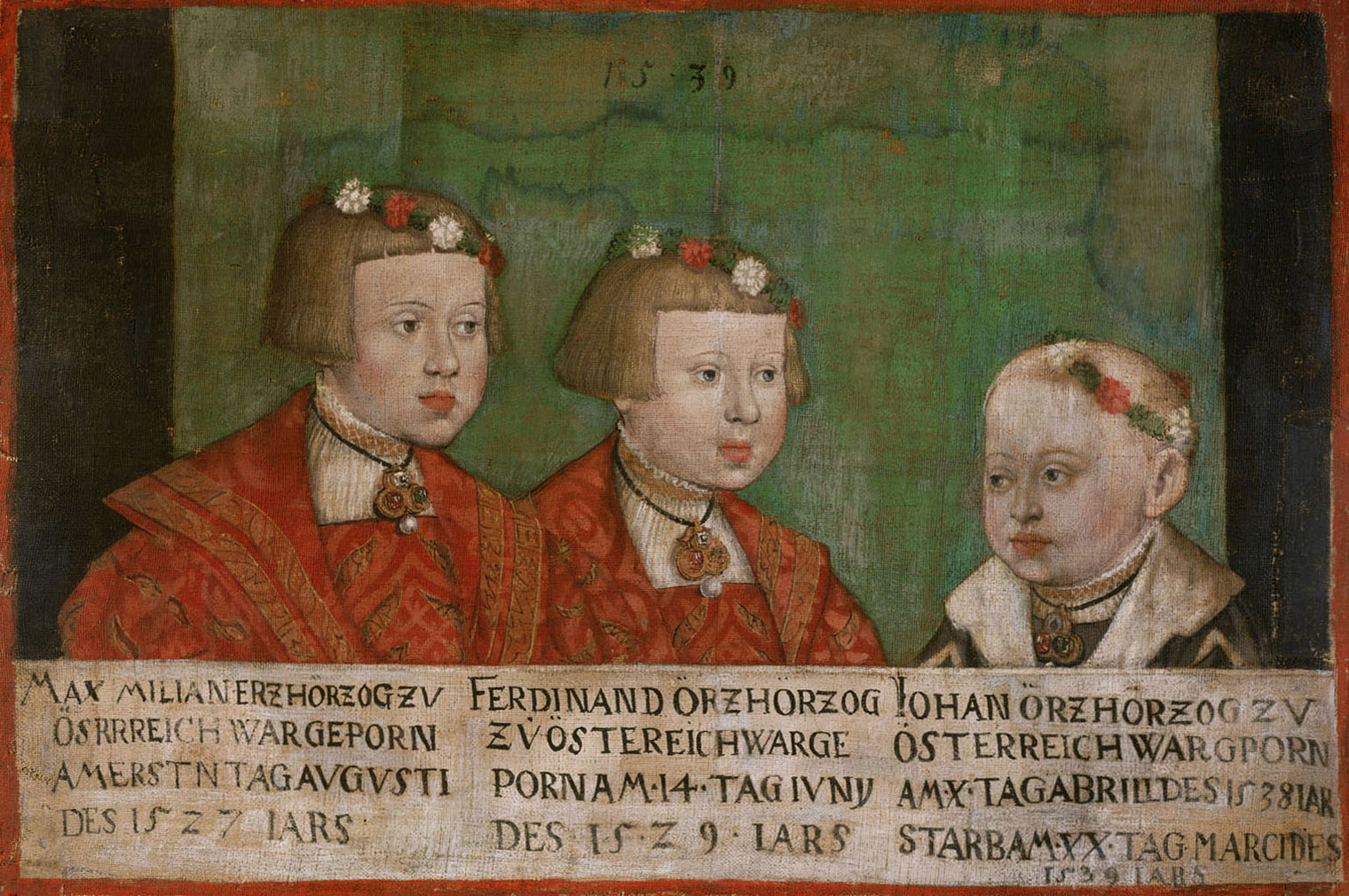
Kaiser Maximilian II. (1527–1576) mit seinen Brüdern Ferdinand II. (1529–1595) und Johann (1538–1539)

Erzherzog Maximilian von Österreich wurde am 31. Juli 1527 in Wien als ältester Sohn des römisch-deutschen Königs Ferdinand I. und dessen Gemahlin Anna von Böhmen und Ungarn geboren. Sein Onkel väterlicherseits war Kaiser Karl V., von der Mutterseite war es König Ludwig II. von Ungarn und Böhmen. Maximilian hatte elf (überlebende) Geschwister. Dazu zählen die Brüder Ferdinand (später Landesherr der Vorlande und von Tirol) und Karl (später Landesherr von Krain, Steiermark und Kärnten), die ältere Schwester Elisabeth heiratete später König Sigismund II. August von Polen. Später heiratete auch Katharina diesen König. Die Schwester Anna heiratete Herzog Albrecht V. von Bayern. Auch die meisten anderen Schwestern wurden im Rahmen der habsburgischen Heiratspolitik mit hochadeligen Nachkommen verheiratet.
Seine Kindheit verbrachte Maximilian in Innsbruck. Hier lernte er die Tiroler Mundart (Südbairisch), die er auch später noch als Kaiser sprach, und die auch seine teils sehr eigenwillige deutsche Rechtschreibung stark beeinflusste. Maximilian wurde zusammen mit seinem Bruder Ferdinand erzogen und genoss eine hervorragende Bildung. Zu seinen Lehrern zählten die Humanisten Caspar Ursinus Velius und Georg Tannstetter. Er wurde von seinem lutherischen Prinzenerzieher Wolfgang Schiefer stark beeinflusst, ehe der Lehrer 1538 entlassen wurde. Maximilian trat bereits 1543 in Kontakt mit dem protestantischen Kurfürsten August von Sachsen, was von der Familie mit Misstrauen beobachtet wurde. Maximilian beherrschte sechs Fremdsprachen: Französisch, Spanisch, Latein, Italienisch, Tschechisch und Ungarisch.
Kaiser Karl V. holte ihn mit 17 Jahren in seine Umgebung und Maximilian begleitete seinen Onkel nach Brüssel und in den Schmalkaldischen Krieg. Sympathien für die Angehörigen der neuen Lehren zeigen sich erstmals in diesem Krieg, wo er an der Seite des Kaisers in der Schlacht bei Mühlberg kämpfte. Dort verwendete er sich nach dem Sieg Karls V. nachdrücklich für die Freilassung der beiden Häupter des schmalkaldischen Bundes, Kurfürst Johann Friedrich von Sachsen und Landgraf Philipp von Hessen.

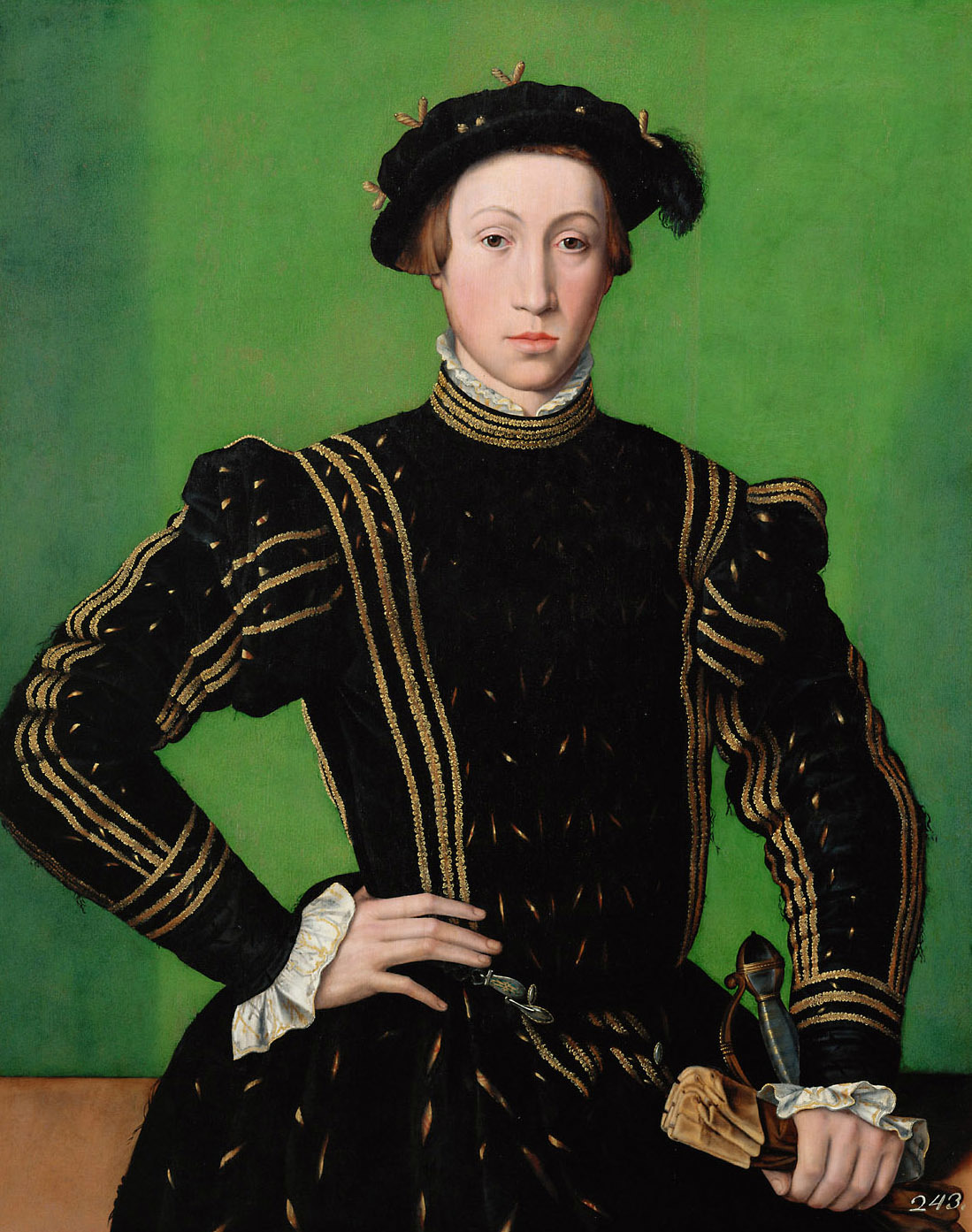
Maximilian II. als Jüngling, Gemälde von Guillem Scrotes

Am 13. September 1548 wurde er von seinem Onkel, Karl V., mit dessen Tochter Maria, der Cousine Maximilians, vermählt. Diese Hochzeit diente dazu, den Zusammenhalt zwischen der österreichischen und spanischen Linie des Hauses Habsburg zu festigen. Im Jahr 1549 wurde er als möglicher Nachfolger seines Vaters zum designierten König von Böhmen ernannt. Während der Abwesenheit des Kaisers regierte Maximilian mit seiner Gemahlin als Statthalter in Spanien. Dahinter steckte auch die Idee, seinen protestantischen Neigungen durch eine „Hispanisierung“ entgegenzuwirken. Anders als erhofft, erhielt er aber nicht auch die Statthalterschaft in den Niederlanden. Obwohl seine Frau überzeugt katholisch war und sich bis zu ihrem Tod als Spanierin fühlte, führte das Paar eine ausgesprochen glückliche Ehe. Daran änderten auch die innerfamiliären Konflikte nichts. Aus der Ehe mit Maria gingen insgesamt 15 Kinder hervor.
Das Verhältnis zu Karl V. verschlechterte sich im Zuge von dessen spanischem Sukzessionsplan weiter. Nach Karls Tod sollte die Kaiserwürde auf seinen Bruder Ferdinand übergehen, nach dessen Tod sollte jedoch nicht Ferdinands Sohn, eben Maximilian, sondern Karls Sohn, der Infant Philipp von Spanien, nachfolgen. Diese Pläne stießen im Reich auf wenig Gegenliebe. Maximilian widersetzte sich seinem Onkel, warf seinem Vater Nachgiebigkeit vor und nahm Kontakte zu deutschen Fürsten wie Albrecht V. von Bayern, aber auch zu führenden Köpfen im protestantischen Lager, hier vor allem zu Moritz von Sachsen, August von Sachsen oder Christoph von Württemberg, auf. Diese blieben auch in späterer Zeit wichtig für Maximilian. Bei diesem entstand eine antispanische Haltung, er verstand sich als deutscher Fürst.
Um an den Familiengesprächen über die Erbfolge im Reich teilzunehmen, trat Maximilian 1550 die Reise von Spanien nach Wien an. Im Jahr 1551 besuchte er das Konzil von Trient. Die Reise gestaltete Maximilian mit dem Elefanten Soliman im Gefolge zu einem diplomatischen Ereignis, das er 1552 mit einem triumphalen Einzug in Wien abschloss. Noch heute existieren an der Wegstrecke zahlreiche Gasthäuser mit dem Namen Zum Elefanten.
Sein Misstrauen gegenüber Karl V. war so groß, dass er in einer leichten Erkrankung 1552 einen Giftanschlag vermutete. Den Fürstenaufstand gegen den Kaiser, an der Moritz von Sachsen führend beteiligt war, sah Maximilian durchaus mit einer gewissen Sympathie. Er versuchte zwar zu vermitteln, aber weil man ihn des Protestantismus verdächtigte, konnte er bei der Aushandlung des Passauer Vertrages keine Rolle spielen und nahm auch am Augsburger Reichstag, der zum Augsburger Religionsfrieden führte, nicht handelnd teil.
Maximilian hatte 1552 auch die Verwaltung der österreichischen Erblande übertragen bekommen. In der Folge kam es zu Spannungen mit dem spanisch dominierten Hofstaat seiner Frau. Auch die Beziehung zum Vater verschlechterte sich. Der Vater stand den protestantischen Neigungen Maximilians ablehnend gegenüber. Umgekehrt nahm Maximilian dem Vater übel, dass dieser seinen Bruder Ferdinand bevorzugte, wie sich an dessen Ernennung zum Statthalter von Böhmen zeigte.

### Hofleben und Wiener Humanismus

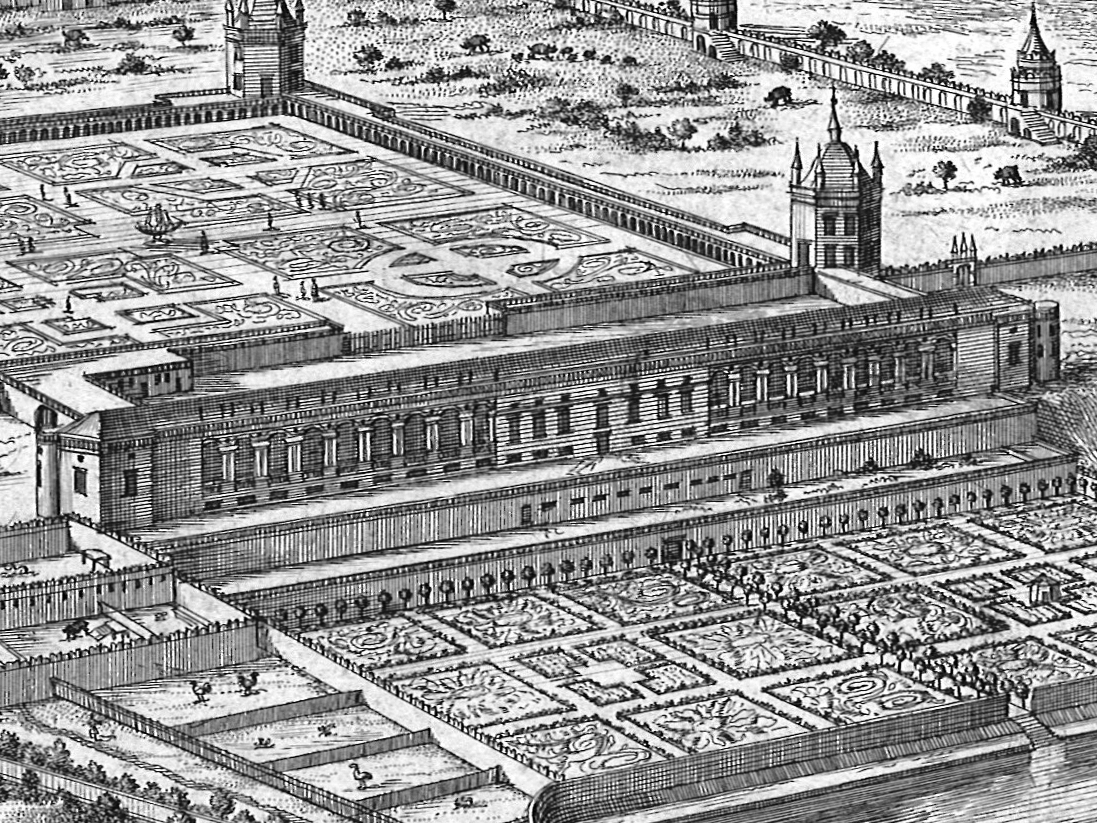
Schloss Neugebäude (Darstellung aus dem 18. Jahrhundert)

Zwischen dem Hof und der Wiener Universität gab es personelle und intellektuelle Beziehungen. In Wien lebten damals Gelehrte nicht nur aus dem Reich, sondern auch aus den Niederlanden, Spanien oder Italien. So kam er in engen Kontakt mit dem damaligen konfessionell nicht festgelegten Humanismus in Wien. Er umgab sich gerne mit Gelehrten wie dem Botaniker Carolus Clusius oder dem Diplomaten und Erzieher Angerius Ghislain de Busbecq. Im Auftrag Maximilians sammelten sie exotische Tiere und Pflanzen und haben sie wissenschaftlich erfasst. Als Bibliophiler sammelte er Bücher und Handschriften. Dabei half ihm Kaspar von Niedbruck. Seine Sammlung wurde von Hugo Blotius katalogisiert. Aus ihr ist die österreichische Nationalbibliothek hervorgegangen. Neben der Wissenschaft ging er aber auch okkulten Interessen nach.
Musik spielte an seinem Hof eine wichtige Rolle. Dominierten da zunächst noch die Niederländer, förderte Maximilian mit Vorliebe italienische Künstler. Er versuchte etwa Giovanni Pierluigi da Palestrina als Leiter seiner Hofkapelle zu gewinnen. Dies scheiterte aber an finanziellen Fragen.
Zwischen 1558 und 1565 ließ Maximilian in Wien die Stallburg als Residenz errichten. Nachdem er die Nachfolge seines Vaters angetreten hatte, residierte er in der Hofburg. In der Stallburg wurde später die Hofreitschule eingerichtet. Er ließ auch das Neugebäude als Lustschloss im Stil der Renaissance errichten. Als botanisch Interessierter hat er während seiner Herrschaft bei Wien den Fasanengarten anlegen lassen. Dort entstand später im 17. und 18. Jahrhundert Schloss Schönbrunn. Auch in Prag ließ er die Residenz ausbauen und präsentierte dort 1570 in einem großen Spektakel seinen zweiten Elefanten, den er 1563 aus Spanien hatte nach Wien schaffen lassen, nachdem Soliman, der erste kaiserliche Dickhäuter, 1553 verendet war.

### Protestantische Neigungen

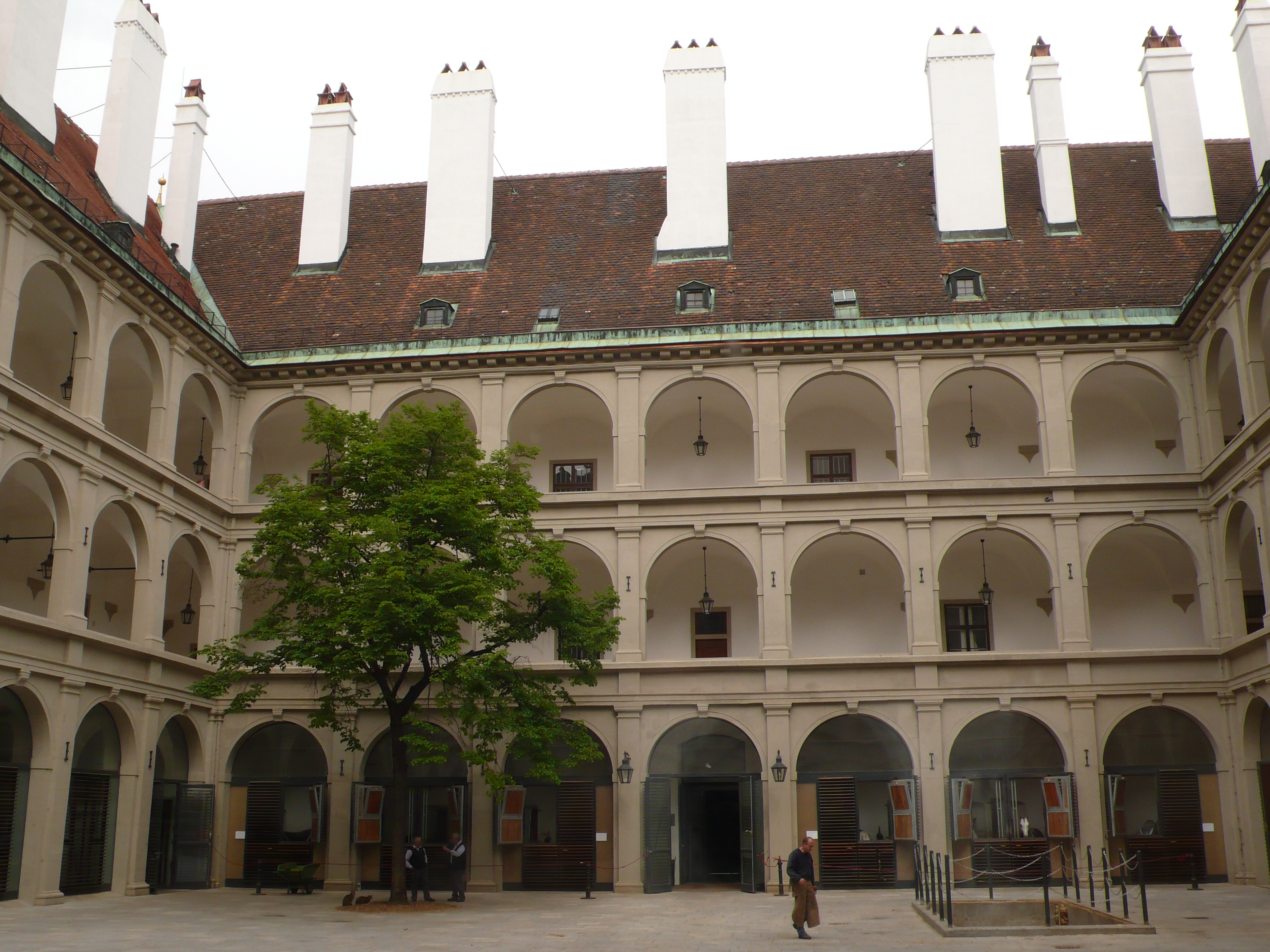
Arkadenhof der Stallburg

Am Wiener Hof existierte zu dieser Zeit ein von Teilen des Adels gefördertes protestantenfreundliches Klima. In den Jahren nach dem Augsburger Reichstag wurden die, anfangs noch latent vorhandenen protestantischen Neigungen, namentlich durch den Einfluss von Maximilians Hofprediger, Johann Sebastian Pfauser, weiter gefestigt: Maximilian ließ von rein katholischen Bräuchen ab, las evangelische Literatur und lehnte es ab, das Abendmahl nach katholischem Ritus zu empfangen. Gegenüber seinem Vater äußerte er einmal, dass die Verehrung von Heiligen sinnlos und götzendienerisch sei. Über den Charakter von Maximilians religiöser Überzeugung wurde viel diskutiert. Man deutete sie als „Kompromisskatholizismus“ oder als humanistisches Christentum in der Nachfolge des Erasmus von Rotterdam. Einige seiner Äußerungen deuten an, dass er seine Sichtweise über den Konfessionen ansiedelte. „Nicht päpstlich, nicht evangelisch, ein Christ.“ Damit war er nicht sehr weit entfernt von seinem ebenfalls von Erasmus von Rotterdam beeinflussten Vater. Einen klaren Bruch mit dem Katholizismus hat Maximilian nicht vollzogen.
Wenn jemals die Gefahr/Chance bestanden hätte, dass Maximilian konvertierte, dann gegen Ende der 1550er Jahre. Ein Übertritt ist aber aus zweierlei Gründen nicht erfolgt: Zum einen fühlte der Habsburger sich immer mehr von den dogmatischen Streitigkeiten der Protestanten untereinander abgestoßen, zum anderen geriet er zunehmend unter öffentlichen Druck. Sowohl sein Vater Kaiser Ferdinand I. als auch die Kurie und seine spanische Verwandtschaft versuchten, auf ihn einzuwirken. Der Vater fügte 1555 eigens einen Zusatz in sein Testament ein, der seine Sorge um die protestantischen Neigungen seines Sohnes widerspiegelt:

„Und hauptsächlich habe ich auf Euch, Maximilian, mehr Sorg als auf Euer keiner, denn ich hab allerlei gesehen und gemerkt, das mir einen Argwohn bringt, als wolltest Du Maximilian von unserer Religion fallen und zu der neuen Sekte übergehen. Gott wolle, dass das nicht sei und daß ich Dir darin Unrecht tue; denn Gott weiß, daß mir auf Erden kein größeres Leid noch Bekümmernis vorfallen könnte, als dass Ihr, Maximilian, mein ältester Sohn von der Religion abfiele.“

Philipp II. richtete Maximilian über seine Schwester aus, dass er sein Feind werden würde, sollte er den lutherischen Glauben annehmen. Der Papst drohte sogar Ferdinand I. die Anerkennung seines Kaisertums zu verweigern. Die Lage eskalierte, als Pfauser im Jahre 1560 vom Wiener Hof verstoßen wurde. In dieser Situation sendete Maximilian Hilfsgesuche an seine evangelischen Freunde, die aber allesamt abschlägig beantwortet wurden. Ihm blieb nichts anderes mehr übrig, als sich der Familienpolitik zu beugen. Anfang 1562 legte er seinem Vater gegenüber das Treuegelöbnis ab, im Schoße der katholischen Kirche zu bleiben. Der Papst gestand Maximilian persönlich unter vielen Bedingungen den Laienkelch zu. Für das Bekenntnis zum Katholizismus spielte die deutsche Königswahl und die ungarische Krönung sowie die Hoffnung auf den spanischen Thron an Stelle von Don Carlos eine große Rolle.

### Nachfolge des Vaters

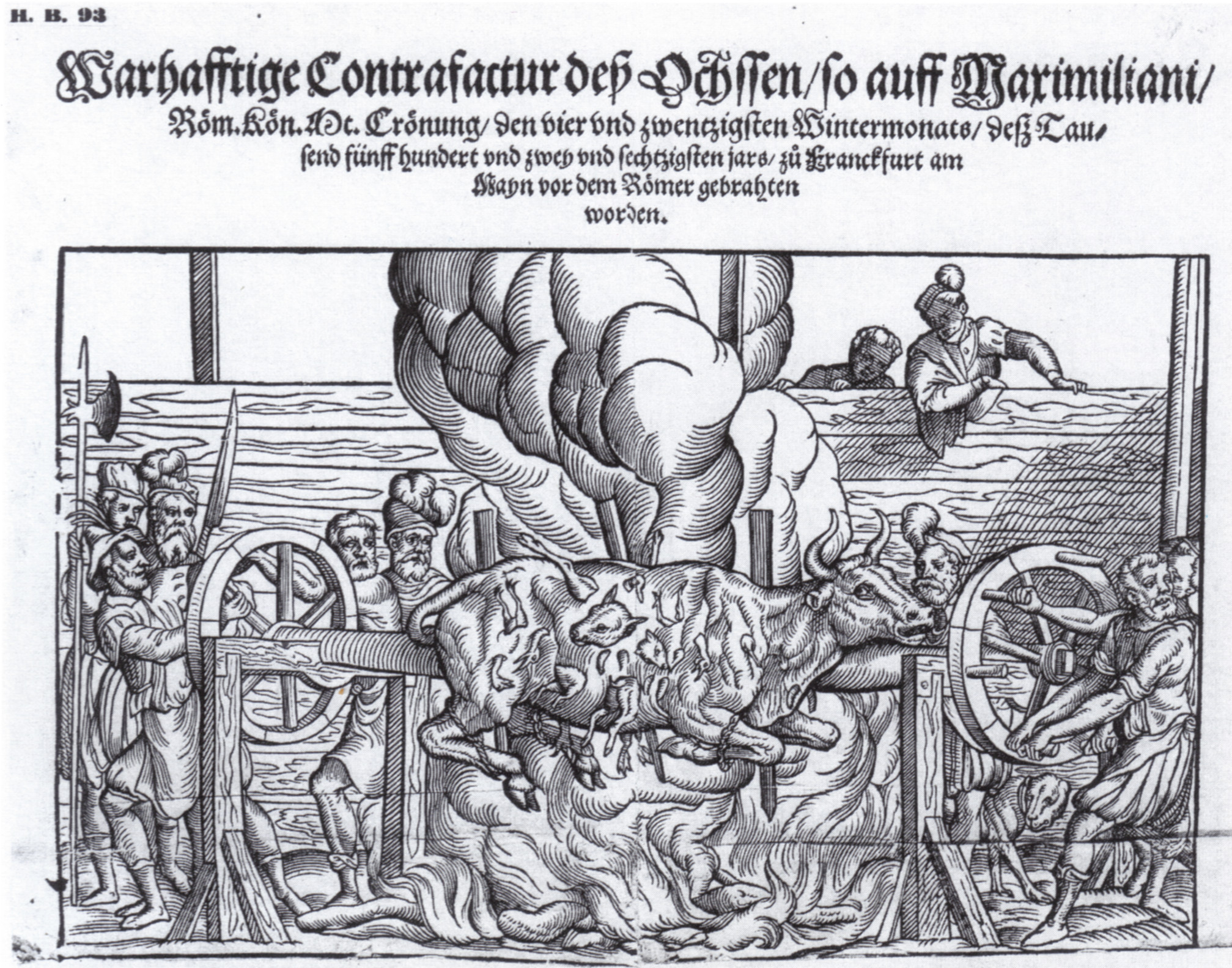
Darstellung des Ochsen der anlässlich der Krönung Kaiser Maximillians II. am 30. November 1562 zu Frankfurt a. Main gebraten wurde

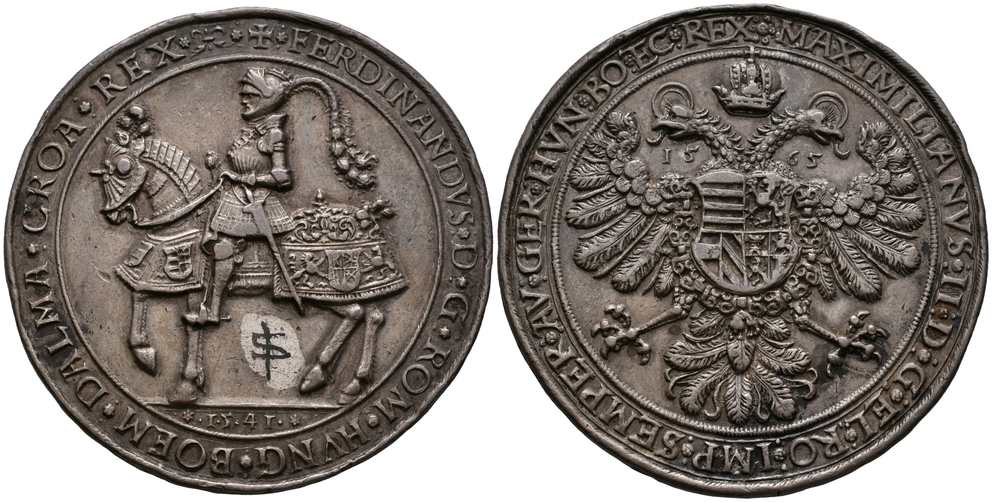
1½ Schautaler von 1565, Zwitterprägung Kaiser Maximilians II., Reiterseite mit FERDINANDUS D:G … und 1541, Adlerseite mit MAXIMILANUS D:G … und 1565 (Maximilian verwendete den Stempel mit dem Reiterbild von Ferdinand, seinem Vater)

Mit der äußeren Anpassung an die religionspolitischen Verhältnisse war der Weg zur Nachfolge Ferdinands frei. Erst jetzt gab Philipp II. den Plan zu einer Kaiserkandidatur endgültig auf. Schon am 20. September 1562 huldigte Böhmen ihm als König (er wurde schon am 14. Februar 1549 als Nachfolger anerkannt, bevor er nach Spanien ging). Ein Kurfürstentag wählte ihn nach schwierigen Verhandlungen am 24. November 1562 zum römisch-deutschen König, die Krönung folgte zwei Tage später. Eine Neuerung war dabei, dass die Krönung nicht mehr in Aachen, sondern ebenfalls in Frankfurt am Main stattfand. Dies war den Umständen geschuldet, dass der neue Kölner Erzbischof noch nicht die Bischofsweihe empfangen hatte. „Daß die Frankfurter Krönung Maximilians der sechshundertjährigen Tradition der deutschen Königskrönungen in Aachen das Ende setzte und eine neue Tradition bis zum Ende des Reiches begründen sollte, war weder geplant noch abzusehen.“ Ein Jahr später, 8. September 1563 zu Preßburg, folgte die Krönung zum König von Ungarn. Bezeichnenderweise wurde auf die Kommunion während der Zeremonien verzichtet.
Schon in den letzten Jahren Ferdinands hatte Maximilian politischen Einfluss gewonnen. Er verfügte über gute Beziehungen zu den Reichsfürsten und insbesondere zu seinem Schwager Albrecht V. von Bayern. Albrecht unterstützte Maximilians, letztendlich erfolglose, Versuche eine Annäherung der Konfessionen.
Am 25. Juli 1564 folgte Maximilian seinem Vater als Kaiser und Landesherr im Erzherzogtum Österreich nach. Er bekam in den Erblanden aber nicht die ganze Macht. Vielmehr hatte der Vater Tirol und die Vorlande an Ferdinand, und Innerösterreich mit der Steiermark, Kärnten, Krain sowie Istrien (Küstenlande) und Friaul (Görz) an Karl vererbt. Maximilian blieben Ober- und Niederösterreich mit der Residenzstadt Wien und die ungarisch-böhmischen Länder. Dabei kam es in der Folge insbesondere in der Religionspolitik zu deutlichen Unterschieden der drei Landesherren. Im Gegensatz zum Kaiser gehörten die beiden Brüder Karl und Ferdinand zu überzeugten Vertretern der Gegenreformation.
Der Wechsel an der Spitze des Reiches bedeutete keinen strukturellen Bruch. Vielmehr bediente sich Maximilian der Berater seines Vaters. Im Bereich der Reichspolitik waren die Reichsvizekanzler Johann Ulrich Zasius, Georg Sigmund Seld und Johann Baptist Weber die wichtigsten Ratgeber. Auch seine Kompromisspolitik in Religionsfragen unterschied sich nicht grundsätzlich von der des Vaters. Ihm kam zugute, dass auch die führenden Reichsfürsten kein Interesse daran hatten, den Augsburger Religionsfrieden grundsätzlich in Frage zu stellen.
Während es seit der Zeit seines Vaters in den österreichischen Erblanden Ansätze zu einer die Territorien übergreifenden Verwaltung gab, wurden Böhmen und Ungarn nur durch die Dynastie an das Haus Habsburg gebunden. Alle einzelnen Territorien, auch die der Erblande, hatten ein ausgeprägtes Landesbewusstsein und verfügten über selbstbewusste Stände, die insbesondere die Geldnot des Landesherren zum Schutz der Landesinteressen nutzen konnten. Vor allem in Ungarn und Böhmen war der Rückhalt des Hauses Habsburg nur noch gering. Ein wichtiger Aspekt für die Akzeptanz der Herrschaft blieb aber die osmanische Bedrohung insbesondere die Bedrohung Ungarns.
Die Gesellschaft im habsburgisch beherrschten königlichen Ungarn zerfiel in verschiedene ständische und konfessionelle Gruppen. Dabei waren Magnaten und hohe Geistlichkeit gegenüber Maximilian nachgiebiger als der niedere Adel. Insgesamt konnte der Kaiser die inneren Verhältnisse Ungarns kaum wirklich beeinflussen. Immerhin zwang der Kampf gegen die Türken das Land zu einer gewissen Einheitlichkeit. Das westliche Ungarn brachte erhebliche Mittel für den Abwehrkampf auf, obwohl der Grenzkrieg das Land belastete. Insgesamt trug Ungarn zu etwa 40 % zum Einkommen des Wiener Hofes bei.

### Religionspolitik

#### Religionspolitik in den Erblanden

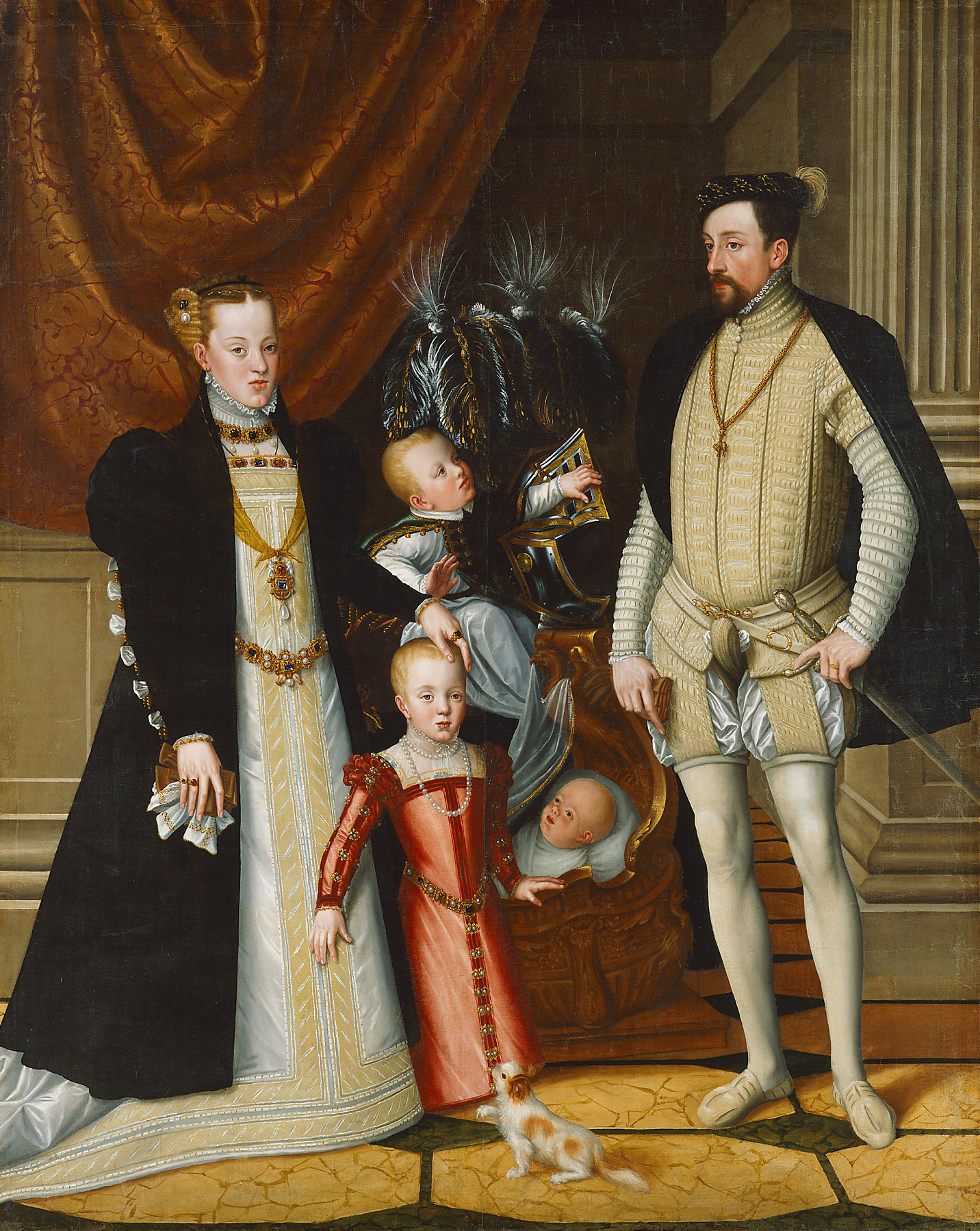
Maximilian II. mit seiner Familie, ca. 1555, Giuseppe Arcimboldo zugeschrieben

Im österreichischen Adel verstärkte sich (nach einer ersten Welle zu Beginn der Reformation) in den 1560er Jahren der Drang hin zur protestantischen Konfession. Ein Großteil des Adels war bis zu diesem Zeitpunkt zum Luthertum übergegangen. Besonders galt dies für Ober- und Niederösterreich sowie in Innerösterreich, weniger für Tirol und Vorarlberg. Verbunden mit der Konfession war die Verteidigung der ständischen Rechte. Damit standen sie in Konflikt mit den jeweiligen Landesherren. Durch die mit der Türkengefahr verbundene Notwendigkeit Steuern zu erheben, war, auch wenn Maximilian es gewollt hätte, keine Rekatholisierung möglich. „Der Türk ist der Lutheraner Glück“, hieß es.
Maximilians Religionspolitik war vergleichsweise tolerant, er bemühte sich, stets eine Mittelstellung zwischen den Konfessionen einzunehmen. In seinen österreichischen Erblanden war er in diesem Zusammenhang bestrebt, eine allgemeine Religionsvergleichung herbeizuführen, das heißt, er wollte die Konfessionen wieder vereinigen und war bereit, den protestantischen Forderungen nach Priesterehe und Laienkelch entgegenzukommen. Dabei verkannte er, dass durch das Konzils von Trient die Reform der katholischen Kirche in Abgrenzung zum Protestantismus vollzogen war. Außerdem wirkten seinen Plänen die Spaltung des Protestantismus in verschiedene Konfessionen entgegen, gegenüber denen er strikt auf der Einhaltung des Religionsfriedens bestand, der nur das lutherische Augsburger Bekenntnis, nicht jedoch für die Calvinisten galt. Selbst weiterhin nach außen der alten Kirche treu bleibend, förderte er trotz Vorbehalten die Reformanstrengungen der Jesuiten und tendierte zu einem staatskirchlichen System. Gegen das Vordringen einer ständisch geprägten lutherischen Kirche gründete er den Klosterrat als eine landesfürstliche Behörde. Diese hatte die Aufgabe, die Rechte und das Vermögen von Klöstern, Stiften und katholischen Pfarreien zu sichern. Die Institution wurde zu einem wichtigen Werkzeug einerseits der landesherrlichen Einflussnahme auf die katholische Kirche und andererseits als Schutz des Katholizismus im Land.
An einer prinzipiellen Freistellung des evangelischen Bekenntnisses, was eine endgültige Abspaltung von der katholischen Kirche bedeutet hätte, war ihm jedoch nicht gelegen. Erst als er außenpolitisch durch die beständigen Türkenkriege immer mehr unter finanziellen Druck geriet, bot er im September 1568 den österreichischen Ständen nach einer hohen Steuerbewilligung die Erteilung einer Religionskonzession an. Dies war indes nur eine vorläufige Anerkennung. Diese machte Maximilian von einer Kirchenordnung abhängig, die eine gewisse Vereinheitlichung in Hinblick von Lehre und Gottesdienst gewährleisten könnte. Im Jahr 1570 wurde eine Agende für die österreichische Ständekirche veröffentlicht und am 11. Januar 1571 erließ er eine Religionsassekuration. Dies bedeutete aber nicht Religionsfreiheit im heutigen Sinne, denn die Konzession galt nur für das Augsburger Bekenntnis – Calvinisten waren also weiterhin ausgeschlossen – und war auf die Stände des Adels und der Ritterschaft beschränkt, während die Städte ausgeschlossen blieben. Das Auslaufen städtischer Protestanten vor allem aus der Stadt Wien zu Gottesdiensten auf den umliegenden Adelssitzen war eine Folge dieser Bestimmungen. Allerdings legten die Protestanten die Zugeständnisse möglichst weit zu ihren Gunsten aus. Der Adel und teilweise die Städte beanspruchten häufig das jus reformandi de facto für sich. Auch in landesherrlichen und geistlichen Gebieten wurden evangelische Prediger angestellt. Die evangelischen Landesschulen in Wien, Krems und anderen Orten wurden ausgebaut. Insgesamt zeichnete sich die Entstehung einer ständisch geprägten lutherischen Kirche in Ober- und Niederösterreich ab.

#### Religionspolitik in Böhmen
Die Religionspolitik Maximilians in Böhmen entsprach im Kern der in den Erblanden. In Mähren wurden in Olmütz und Brünn zwei Jesuitenkollegien gegründet. Damit wurde der Katholizismus in diesem Gebiet gestützt. Gegen die Brüderunität erneuerte Maximilian ein älteres Mandat. Damit waren diese von Verfolgung bedroht. Damit löste er allerdings bei der neu-utraquistisch gesinnten Mehrheit der böhmischen Stände eine Oppositionsbewegung aus. Auf dem Generallandtag von 1569/70 verweigerten ihm die Stände dann auch die geforderten Steuern. Beim Landtag von 1575 gelang es Maximilian, mit den Ständen zu einem Kompromiss zu kommen. Maximilian gewährte den Ständen die Confessio Bohemica. Allerdings geschah dies nicht in einem Majestätsbrief, sondern nur mündlich. Die Böhmische Konfession war eine Kirchenordnung mit lutherischen Zügen. Auch in anderer Hinsicht kam er den Ständen entgegen. Dieses Entgegenkommen war eine Voraussetzung dafür, dass die Stände Maximilians Sohn Rudolf zum König wählten.

#### Religionspolitik im Reich
Maximilians Religionspolitik zielte zunächst auf eine Wiedervereinigung der Konfessionen, was jedoch auf dem Augsburger Reichstag 1566 scheiterte, einerseits wegen der Verfestigung der konfessionellen Lager und wegen des Auftretens der im Religionsfrieden ungenannten Reformierten. Dabei spielte auch eine Rolle, dass Bayern auf einen gegenreformatorischen Kurs umgeschwenkt war. Letztlich zeigte sich, dass der Prozess der Konfessionalisierung auch vom Kaiser nicht mehr aufgehalten werden konnte. In den folgenden Jahren blieb die kaiserliche Religionspolitik im Reich defensiv und er beschränkte sich im Wesentlichen auf die Verteidigung des Augsburger Religionsfriedens.
Diese Politik hatte er schon auf dem Reichstag 1566 verfolgt, als er zusammen mit den lutherischen Reichsständen Württemberg und Pfalz-Neuburg sich gegen die von Kurfürst Friedrich III. von der Pfalz betriebene calvinistische Reformation der Kurpfalz wandte. Der Widerstand scheiterte jedoch an der Haltung anderer lutherischer Stände. Eine Aufweichung des im Religionsfriedens festgeschriebenen geistlichen Vorbehalts zugunsten der freien Konfessionswahl auch für geistliche Fürsten lehnte Maximilian ab, auch um so seine in Frage gestellte katholische Konfession zu demonstrieren.
Im Reich breitete sich der Protestantismus weiter aus. In Norddeutschland kam es zur faktischen Säkularisation einer Reihe von Hochstiften insbesondere in den 1560er und 1570er Jahren. Dies geschah gegen den Geist des Religionsfriedens. Aber Maximilians Durchgriffsmöglichkeiten in Norddeutschland waren so gering, dass er daran nichts ändern konnte. Zu einer Lösung dieses Problems kam es zu seiner Zeit nicht, vielmehr wurde es zu einem langfristig wirksamen Konfliktbereich. Auch verschiedene weltliche Territorien wie 1568 Braunschweig-Wolfenbüttel gingen zum Protestantismus über.
Maximilian wurde wegen seiner gemäßigten Religionspolitik vom Papst und von Philipp II. kritisiert. Der spanische König versuchte durch seine Gesandten und durch seine Schwester Maria auf den Kaiser einzuwirken. Maximilian stimmte der Erziehung seine Söhne am spanischen Hof in der Hoffnung zu, dass einer der Söhne den spanischen Thron erben könnte.

### Reichspolitik

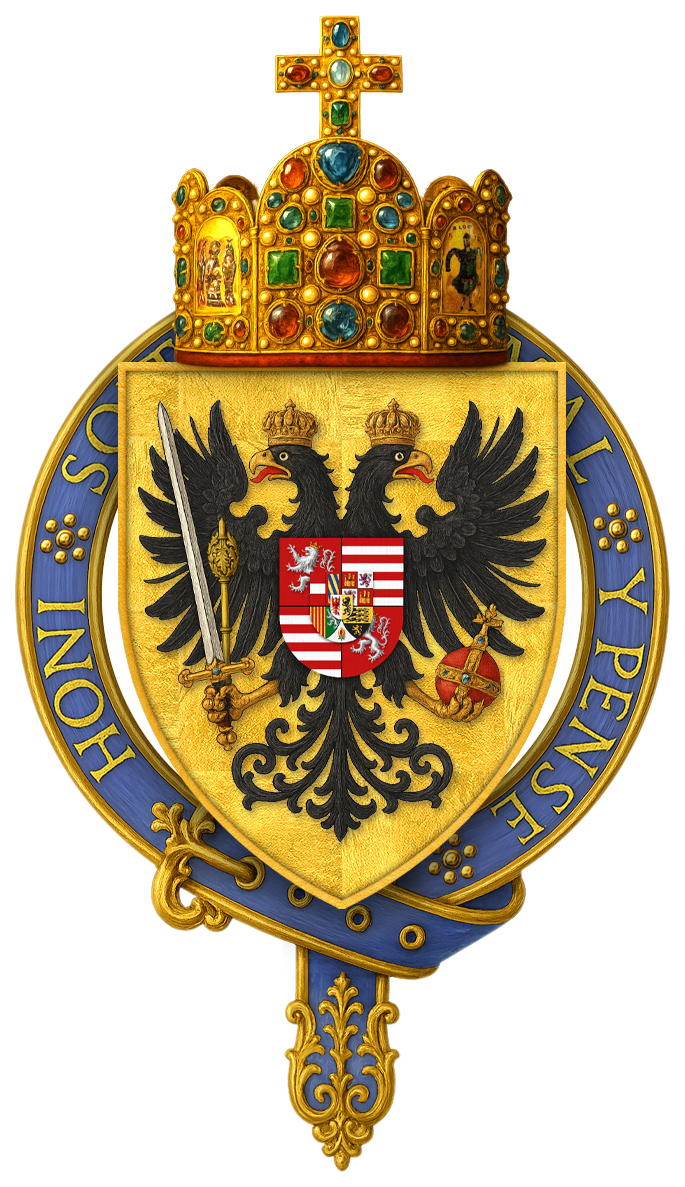
Das Wappen Maximilians auf dem Reichsadler

Innenpolitisch hofften die Reichsritter auf ein Zusammengehen mit dem Kaiser gegen die Landesherren. In der Grumbacher Fehde hat Maximilian diese Erwartungen nicht erfüllt, sondern er übertrug die Reichsexekution gegen Wilhelm von Grumbach 1567 an den Kurfürsten August von Sachsen. Grumbach wurde gevierteilt und sein Beschützer Johann Friedrich von Sachsen verlor seine Herrschaft und wurde in der Wiener Neustadt gefangen gehalten. Bei dieser Affäre kam die Reichsexekutionsordnung erstmals zur vollen Anwendung. Die Niederschlagung der Angelegenheit bedeutete das Ende des mittelalterlichen Fehdewesens im Reich. Die Ausbildung einer Korporation der Reichsritterschaft wurde indes nicht behindert. Vielmehr fanden diese wie auch die Reichsgrafen durch kaiserliches Privileg von 1566 ihren festen Platz im Reichsverband. Sie wurden durch Steuerzahlungen direkt dem Kaiser verpflichtet.
Im Hinblick auf die Institutionen des Reiches wurde 1564 gegenüber den Reichsdeputationstagen der Vorrang des Reichstages klargestellt. Auch verfestigte sich der Kurfürstenrat. Die Reichskreise gewannen an politischer Bedeutung. Die Reichsgesetzgebung verlor allerdings an Schwung. Am bedeutendsten war noch die Münzordnung von 1566. Wichtig waren auch die auf dem Reichstag in Speyer 1570 verabschiedeten Kriegsartikel. Diese versuchten manche Auswüchse im Landsknechtswesen zurückzudrängen. Allerdings scheiterte der Plan, die zentrale militärische Gewalt des Reiches dem Kaiser zu unterstellen. Dabei spielte das Misstrauen der Fürsten vor einem kaiserlichen Übergewicht eine wichtige Rolle. Die Reichspolizeiordnung von 1570 brachte gegenüber älteren Ordnungen kaum etwas Neues. Der Aufschwung des Reichskammergerichts setzte sich in der Zeit Maximilians fort.

### Türkenkrieg

Prunkdegen Kaisers Maximilian II., Hofjagd- und Rüstkammer, Wien

Außenpolitisch spielte der Krieg gegen die Osmanen eine wichtige Rolle. Der Hintergrund waren die Streitigkeiten zwischen Maximilian mit Johann Sigismund Zápolya, der den siebenbürgischen Teil Ungarns beherrschte und mit den Osmanen verbündet war. Dieser nutzte die Gelegenheit, nach dem Tod Ferdinands gegen die Habsburger vorzugehen. Anfangs hatte er Erfolge, wurde aber von den Kaiserlichen zurückgedrängt, die ihrerseits in Siebenbürgen einmarschierten. Dies bedeutete das Eingreifen der Osmanen auf Seiten ihrer Verbündeten. Für den Krieg bewilligte der Reichstag von 1566 eine große Türkenhilfe in der Höhe von 24 Römermonaten. Dies entspricht etwa der Summe von 1,7 Millionen Gulden.
Dem kaiserlichen Feldherrn Lazarus von Schwendi gelang es, die Festungen Tokaj und Szerencs zu nehmen. Die kaiserliche Armee war mit 86.000 Mann ungewöhnlich groß. Die osmanische Armee war etwa 100.000 Mann stark. Geführt wurde sie von Süleyman I. Die Osmanen marschierten im Frühjahr 1566 nach Ungarn. Ihr Ziel war die Einnahme der Festungen von Gyula, Szigeth und Eger. Der Kaiser und seine Brüder hatten sich persönlich zur Armee begeben. Die kaiserliche Hauptarmee lag bei Raab und schützte vor allem die Stadt Wien. Die Kaiserlichen verhielten sich relativ untätig. Süleiman belagerte die erbittert verteidigte Stadt Szigeth. Der Sultan starb bei der Belagerung. Nach dessen Tod wurde die Stadt erobert. Daraufhin brach die Invasion weitgehend in sich zusammen. Maximilian konnte nach dem Tode von Süleyman I. seinen Vorteil nicht nutzen. Im Jahr 1567 konnte man keine nennenswerten Erfolge erzielen und Maximilian erwies sich als militärisch wenig begabt. Mit Sultan Selim II. schloss er den Frieden von Adrianopel, der den beiderseitigen Landbesitz bestätigte und Zápolya als Fürst von Siebenbürgen anerkannte. Der Kaiser musste einem jährlichen Tribut von 30.000 Dukaten zustimmen. Johann Sigmund Zápolya verzichtete 1570 auf den ungarischen Königstitel und schloss sich dem Frieden an. Dieser war auf acht Jahre abgeschlossen und wurde mehrfach verlängert. Der Kleinkrieg an den Grenzen ging indes weiter. Aber das Reich und der größte Teil des habsburgischen Ungarn blieb für die nächsten 25 Jahren von größeren Kämpfen mit den Osmanen verschont. Der Heiligen Liga gegen die Osmanen zu Beginn der 1570er Jahre schlossen sich Kaiser und Reich nicht an.

### Heirats- und Außenpolitik
Maximilian betrieb eine ausgeprägte Heiratspolitik. Die Pläne, Karl II. von Innerösterreich mit Elisabeth von England zu verheiraten, scheiterten. Im Jahr 1570 wurde in einer Doppelhochzeit seine Tochter Elisabeth mit dem französischen König Karl IX. und Anna mit Philipp II. verheiratet. Drei seiner Schwestern wurden mit italienischen Fürsten verheiratet. Zwei seiner Schwestern waren nacheinander Ehefrauen des polnischen Königs Sigismund II. August.
Zu neuem innerfamiliären Streit zwischen den spanischen und den österreichischen Habsburgern führte der Aufstand der Niederlande gegen die spanische Herrschaft. Maximilian hatte die Sorge, dass der Aufstand auch das Reich in Mitleidenschaft ziehen könnte und wollte vor allem den religiösen Kompromiss des Augsburger Religionsfriedens nicht gefährdet sehen. Daher versuchte er zu vermitteln und bat Philipp II., mäßigend auf seinen Sohn Don Carlos einzuwirken. Philipp wies dies Ansinnen als Einmischung zurück. Die politische Situation blieb allerdings ungeklärt. Zu einer militärischen Intervention in den Niederlanden war Maximilian nicht in der Lage. Er verbot allerdings Truppenwerbungen der Aufständischen im Reich. Auf der anderen Seite lehnte er die Aufnahme des Herzogs von Alba in den Landsberger Bund ab.
Großes Interesse hatte Maximilian an Italien. Kritisch sah er die Wahl von Papst Pius V. Gegen den Willen des Kaisers erhob der Papst Cosimo I. von Medici zum Großherzog. Damit verbunden war bei der Krönung 1570 die Distanzierung vom Lehensverband des kaiserlichen Reichsitalien. Daraufhin kam es zu Auseinandersetzungen zwischen dem Kaiser und dem Großherzogtum Toskana. Erst als die Mailänder die Lehnsabhängigkeit vom Kaiser wieder anerkannten, konnte der Konflikt beigelegt werden. Wie schon sein Vater musste Maximilian dem Machtzuwachs der Spanier zu Lasten der Reichslehen in Italien zusehen. Dies führte immer wieder zu Spannungen mit Spanien, ohne dass der Kaiser dagegen wirklich vorgehen konnte. Diese italienischen Konflikte waren ein Grund, weshalb Maximilian sich nicht an der Heiligen Liga gegen die Osmanen beteiligte.
Nach dem Tod des polnischen Königs Sigismund II. August bewarb sich Ernst, ein Sohn Maximilians, um die polnische Königskrone. Unterstützt wurde er dabei vom Papst und von Philipp II. Er unterlag Heinrich von Anjou, der den Wählern weitaus größere Versprechungen machte. Nachdem dieser Polen verlassen hatte, um König von Frankreich zu werden, kandidierte Maximilian selbst als Nachfolger. Im Jahr 1575 wurden sowohl er wie auch der Fürst von Siebenbürgen Stefan Báthory gewählt. Letzterer konnte diese Position behaupten.

### Nachfolgeregelung und Tod

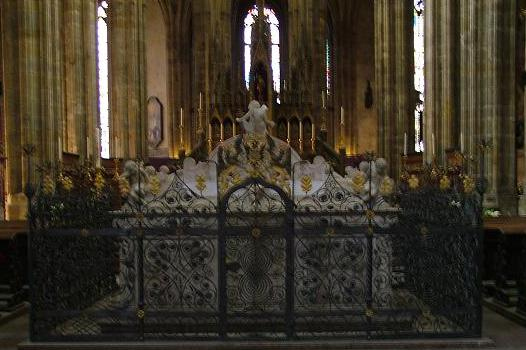
Sammelgrab von Kaiser Ferdinand I., Kaiser Maximilian II. und Kaiserin Anna im Veitsdom auf der Prager Burg

Frühzeitig begann Maximilian seine Nachfolge zu regeln. Gegenüber seinem ältesten Sohn Rudolf als Nachfolger hatte er Vorbehalte, nicht zuletzt, weil Rudolf am spanischen Hof erzogen worden war. Sein zweiter Sohn, Ernst, galt als einzige Vertrauensperson des Vaters, obschon er ebenfalls in Spanien aufgewachsen war. Maximilian war klar, dass die Durchsetzung seines katholischen Sohns Rudolf als Nachfolger im Reich schwierig werden würde, jedoch gelang ihm, Gegensätze in der Gruppe der protestantischen Reichsfürsten erfolgreich auszunutzen. Schon 1571 ernannte er Rudolf zum Regenten in Österreich. 1572 wurde Rudolph König von Ungarn und 1575 auch König von Böhmen. Der zweite Sohn Ernst übernahm Innerösterreich in Vormundschaft für den noch jungen Erzherzog Ferdinand (III.), während in Oberösterreich (Tirol) noch Maximilians Bruder Ferdinand II. Landesfürst war.
Zur Wahl von Rudolf zum römisch-deutschen König war für Februar 1575 ein Reichstag in Regensburg festgelegt worden, dessen Beginn sich aber verzögerte, weil Maximilian die Krönung seines Sohnes in Prag zum König von Böhmen nicht verpassen wollte. Erst Ende Juni wurde der Reichstag eröffnet. Der Kaiser nahm Quartier im Bischofshof und sein Sohn im benachbarten Haus Heuport.
Im Juli wurden 28 russische Delegierte nach 4-monatiger Reise fürstlich mit einem Spalier von 2000 Bürgern empfangen und im Haus Neue Waag am Haidplatz untergebracht. Sie wurden reich beschenkt, denn Rudolf erhoffte sich vom Zar ein Bündnis gegen die Türken.
Damit stand ein Jahr später der Reichstag auch in Regensburg erneut im Zeichen des weiteren Geldbedarfs des Kaisers im Zusammenhang mit dem Türkenkrieg. Diese Situation nutzten protestantische Fürsten, um die alte Forderung nach Freistellung, d. h. freie Religionswahl in den geistlichen Fürstentümern durchzusetzen. Dem Kaiser gelang es noch, diesen Vorstoß abzuwehren, jedoch erlitt er am 27. August nach einem Familienausflug einen heftigen Rückfall einer ihn bereits seit langem quälenden Krankheit mit kolikartigen Schmerzanfällen, die zu seinem Tod am 12. Oktober 1576 führte.
Weder sein Leibarzt Crato von Krafftheim hatte die Erkrankung heilen können noch konnte die hinzugerufene Ulmer Ärztin Agatha Streicher den Tod verhindern. Die katholischen Sterbesakramente hatte er verweigert. Seine Leiche wurde aufgebahrt und für drei Tage lang öffentlich zur Schau gestellt. Eine Obduktion der Leiche wurde vorgenommen. Das zugehörige Dokument ist in der Sammlung des Historischen Vereins erhalten. Im Dokument wird der krankhafte Zustand der inneren Organe des Kaisers in drastischen Worten geschildert und zusammengefasst in der Aussage: „Es ist an Ihrer Majestät ganzem Laib nicht ein Pfund rechtes, natürliches und gediegenes  Fleisch gewesen“.
Der Rat der Stadt hatte alle öffentlichen Veranstaltungen verboten und eine vierwöchige Trauerphase verordnet. Des Kaisers Sohn Rudolf nahm die Beileidsbezeugungen der Ratsherren entgegen, die aber die Annahme von Kerzen verweigerten, die vom katholischen Klerus angeboten wurden. Am Folgetag wurde der Sarg im Regensburger Dom aufgestellt. Zum Totenamt am Folgetag erhielten die Ratsherren keine Einladung, weil sie am Vortag die Annahme von Kerzen verweigert hatten. Diese Ereignisse sind Zeugnis der Verhältnisse in den schwierigen Zeiten der konfessionellen Auseinandersetzungen. In einer Prozession durch ein Spalier von Bürgern wurde der Sarg zur hölzernen Brücke getragen, dem Vorgänger der heutigen Eiserne Brücke, wo die kaiserliche Flotte vor Anker lag.
Danach zeigte sich Rudolf als zukünftiger Kaiser am Fenster des Erkers des Alten Rathauses, wo ihm der Rat und die Bürger der Stadt den Treueeid leisteten.
Begraben wurde Kaiser Maximilian im Veitsdom auf der Prager Burg.

### Wahlspruch
- Providebit Deus: Gott wird schützen.

## Nachkommen
Unter Maximilian II. begannen die Eheschließungen der Habsburger untereinander, die das Netz der österreichischen und spanischen Habsburger gegen den Erzfeind Frankreich und das Osmanische Reich immer enger knüpften. Maximilian heiratete 1548 seine Cousine Maria von Spanien (1528–1603), Tochter Kaiser Karls V. Aus dieser Ehe gingen folgende Kinder hervor:
- Anna (1549–1580), Königin von Spanien ⚭ 1570 König Philipp II. von Spanien, Sohn des römisch-deutschen Kaisers Karl V. und dessen Gattin Isabella von Portugal
- Ferdinand (1551–1552)
- Rudolf II. (1552–1612), römisch-deutscher Kaiser (II.) (•• verlobt) Infantin Isabella Clara Eugenia von Spanien, Tochter Philipps II.
- Ernst (III.) (1553–1595), Statthalter in den Niederlanden
- Elisabeth (1554–1592), Königin von Frankreich ⚭ 1570 König Karl IX. von Frankreich, Sohn des französischen Königs Heinrich II. und seiner Gattin Prinzessin Katharina von Medici
- Maria (1555–1556)
- Matthias (1557–1619), römisch-deutscher Kaiser ⚭ 1611 Erzherzogin Anna von Österreich-Tirol, Tochter des Erzherzogs Ferdinand II. von Österreich-Tirol und dessen Gattin Prinzessin Anna Katharina Gonzaga von Mantua
- N.N. (*/† totgeborener Sohn 20. Oktober 1557)
- Maximilian III. (1558–1618), Hochmeister des Deutschen Ordens
- Albrecht VII. (1559–1621), Vizekönig von Portugal und Statthalter der spanischen Niederlande ⚭ 1599 Infantin Isabella Clara Eugenia von Spanien, Tochter Philipps II. und dessen Gattin Prinzessin Elisabeth von Valois
- Wenzel (1561–1578), Großprior des Johanniterordens in Kastilien
- Friedrich (1562–1563), † 24. Jänner 1563 in Innsbruck, am folgenden Tag feierliche Überführung des Leichnams in das Zisterzienserstift Stams, Beisetzung in der Sigmundsgruft.[47]
- Maria (*/† 1564)
- Karl (1565–1566)
- Margarethe (1567–1633), Nonne im Descalzas Reales in Madrid
- Eleonore (1568–1580)

## Ahnentafel
| Ahnentafel Kaiser Maximilian II.                                  | Ahnentafel Kaiser Maximilian II.                                                        | Ahnentafel Kaiser Maximilian II.                                                        | Ahnentafel Kaiser Maximilian II.                                                            | Ahnentafel Kaiser Maximilian II.                                                            | Ahnentafel Kaiser Maximilian II.                                                            | Ahnentafel Kaiser Maximilian II.                                                            | Ahnentafel Kaiser Maximilian II.                                                            | Ahnentafel Kaiser Maximilian II.                                                            |
| ----------------------------------------------------------------- | --------------------------------------------------------------------------------------- | --------------------------------------------------------------------------------------- | ------------------------------------------------------------------------------------------- | ------------------------------------------------------------------------------------------- | ------------------------------------------------------------------------------------------- | ------------------------------------------------------------------------------------------- | ------------------------------------------------------------------------------------------- | ------------------------------------------------------------------------------------------- |
| Ururgroßeltern                                                    | Kaiser Friedrich III. (1415–1493) ⚭ 1452 Eleonore Helena von Portugal (1436–1467)       | Herzog Karl (Burgund) (1433–1477) ⚭ 1454 Isabelle de Bourbon (1437–1465)                | König Johann II. (Aragón) (1397–1479) ⚭ 1444 Juana Enríquez (1425–1468)                     | König Johann II. (Kastilien) (1405–1454) ⚭ 1447 Isabella von Portugal (1428–1496)           | Władysław II. Jagiełło (1362–1434), König von Polen ⚭ 1422 Sophie Holszańska (1405–1461)    | König Albrecht II. (1397–1439) ⚭ 1421 Elisabeth von Luxemburg (1409–1442)                   | Jean IV. de Foix-Grailly (1410–1485) ⚭ Margarethe de la Pole                                | Graf Gaston IV. (Foix) (1423–1472) ⚭ 1436 Königin Eleonore (Navarra) (1425–1479)            |
| Urgroßeltern                                                      | Kaiser Maximilian I. (1459–1519) ⚭ 1477 Maria von Burgund (1457–1482)                   | Kaiser Maximilian I. (1459–1519) ⚭ 1477 Maria von Burgund (1457–1482)                   | König Ferdinand II. (Aragón) (1452–1516) ⚭ 1469 Königin Isabella I. (Kastilien) (1451–1504) | König Ferdinand II. (Aragón) (1452–1516) ⚭ 1469 Königin Isabella I. (Kastilien) (1451–1504) | Kasimir IV. Jagiełło (1427–1492), König von Polen ⚭ 1454 Elisabeth von Habsburg (1437–1505) | Kasimir IV. Jagiełło (1427–1492), König von Polen ⚭ 1454 Elisabeth von Habsburg (1437–1505) | Graf Gaston II. de Foix-Candale († 1500) ⚭ 1469 Catharine von Foix                          | Graf Gaston II. de Foix-Candale († 1500) ⚭ 1469 Catharine von Foix                          |
| Großeltern                                                        | König Philipp I. (Kastilien) (1478–1506) ⚭ 1496 Königin Johanna (Kastilien) (1479–1555) | König Philipp I. (Kastilien) (1478–1506) ⚭ 1496 Königin Johanna (Kastilien) (1479–1555) | König Philipp I. (Kastilien) (1478–1506) ⚭ 1496 Königin Johanna (Kastilien) (1479–1555)     | König Philipp I. (Kastilien) (1478–1506) ⚭ 1496 Königin Johanna (Kastilien) (1479–1555)     | König Vladislav II. (Böhmen und Ungarn) (1456–1516) ⚭ 1502 Anne de Foix-Candale (1484–1506) | König Vladislav II. (Böhmen und Ungarn) (1456–1516) ⚭ 1502 Anne de Foix-Candale (1484–1506) | König Vladislav II. (Böhmen und Ungarn) (1456–1516) ⚭ 1502 Anne de Foix-Candale (1484–1506) | König Vladislav II. (Böhmen und Ungarn) (1456–1516) ⚭ 1502 Anne de Foix-Candale (1484–1506) |
| Eltern                                                            | Kaiser Ferdinand I. (1503–1564) ⚭ 1521 Anna von Böhmen und Ungarn (1503–1547)           | Kaiser Ferdinand I. (1503–1564) ⚭ 1521 Anna von Böhmen und Ungarn (1503–1547)           | Kaiser Ferdinand I. (1503–1564) ⚭ 1521 Anna von Böhmen und Ungarn (1503–1547)               | Kaiser Ferdinand I. (1503–1564) ⚭ 1521 Anna von Böhmen und Ungarn (1503–1547)               | Kaiser Ferdinand I. (1503–1564) ⚭ 1521 Anna von Böhmen und Ungarn (1503–1547)               | Kaiser Ferdinand I. (1503–1564) ⚭ 1521 Anna von Böhmen und Ungarn (1503–1547)               | Kaiser Ferdinand I. (1503–1564) ⚭ 1521 Anna von Böhmen und Ungarn (1503–1547)               | Kaiser Ferdinand I. (1503–1564) ⚭ 1521 Anna von Böhmen und Ungarn (1503–1547)               |
| Maximilian II. (1527–1576), Kaiser des Heiligen Römischen Reiches |                                                                                         |                                                                                         |                                                                                             |                                                                                             |                                                                                             |                                                                                             |                                                                                             |                                                                                             |